# 최현주 (1980년)
최현주(1980년 7월 4일 ~ )는 대한민국의 뮤지컬 배우이다.

## 학력
- 이화여자대학교 성악과 학사
- 홍익대학교 공연예술대학원 뮤지컬 석사과정

## 출연작

### 뮤지컬
- 2005년 《오페라의 유령》 ... 앙상블
- 2006년 《오페라의 유령》 ... 크리스틴 다에 역
- 2008년 《위키드》 ... 글린다 역
- 2008년 《미녀와 야수》 ... 벨 역
- 2009년 《지저스 크라이스트 수퍼스타》 ... 막달라 마리아 역

(이상 극단 사계)
- 2009-2010년 《오페라의 유령》 ... 크리스틴 다에 역 (샤롯데씨어터)
- 2011년 《몬테크리스토》 ... 메르세데스 역 (충무아트홀 대극장)
- 2011년 《지킬 앤 하이드》 ... 엠마 역 (샤롯데씨어터)
- 2012년 《닥터 지바고》 ... 토냐 역 (샤롯데씨어터)
- 2012년 《두 도시 이야기》 ... 루시 마네뜨 역 (충무아트홀 대극장)
- 2013년 《두 도시 이야기》 ... 루시 마네뜨 역 (샤롯데씨어터)
- 2014년 《두 도시 이야기》 ... 루시 마네뜨 역 (국립극장 해오름극장)
- 2014년 《뱀파이어》 - 일본 ... 아드리아나, 산드라 역 (도쿄 분카무라 오챠드홀)
- 2014-2015년 《황태자 루돌프》 ... 마리 베체라 역 (디큐브아트센터)
- 2017년 《시라노》 ... 록산 역 (LG아트센터)
- 2018년 《명성황후》 ... 명성황후 역 (세종문화회관 대극장)